# Unternehmensmarke
Eine Unternehmensmarke (engl. Corporate Brand) ist die Gesamtheit des Unternehmens in ihrer Wirkung als Marke.:22–23
Dabei steht Corporate Branding für die Entwicklung einer Unternehmensmarke, das Corporate Brand Management für die nachgelagerte Markenführung und Weiterentwicklung der Unternehmensmarke. Corporate Brand Equity steht hingegen für den, schwer messbaren, Markenwert der Unternehmensmarke.:19–21
Corporate Brand Management wird vielfach mit Begriffen wie Corporate Identity, Unternehmenskommunikation, Corporate Image unscharf und teilweise synonym verwendet. Grundlegend wird unter Corporate Brand Management der überlagernde Ansatz verstanden, der verschiedene Konzepte aufgreift und für das strategische Management zusammenführt um die Führung der Unternehmensmarke zu ermöglichen.:18
Die Unternehmensmarke unterscheidet sich von der Einzelmarke bzw. der Dachmarke (welche mehrere Einzelmarken kombiniert) vor allem durch den Adressaten. Die Adressaten der Unternehmensmarke sind Finanzwirtschaft, Zulieferer, Medienunternehmen, Politik, Nichtregierungsorganisationen und Verbraucherorganisationen sowie die Mitarbeiter. Einzelmarken hingegen haben den Verbraucher sowie Groß- und Einzelhandel als Adressaten. Somit sorgen Dach- und Einzelmarken für das Produktbild, die Unternehmensmarke sorgt hingegen für das Unternehmensbild. Unabhängig ob Einzelmarken- oder Mehrmarkenstrategie, die drei Ebenen müssen thematisch ineinander greifen, um ein konsistentes Gesamtbild zu erhalten. Die drei Markenebenen können unterschiedliche (z. B. Unternehmensmarke: Beiersdorf AG, Dachmarke: Nivea, Einzelmarke: Nivea Creme) oder die gleiche Bezeichnung (z. B. Miele) haben.:46–48
Die Unternehmensmarke ist eine Weiterentwicklung des Konzepts der Corporate Identity. Seit der Jahrtausendwende hat die Unternehmensmarke parallel zur Corporate Social Responsibility an Bedeutung gewonnen.